# Giorgi Kvirikashvili
Giorgi Kvirikashvili, georgiano: გიორგი კვირიკაშვილი (Tbilisi, 20 luglio 1967), è un politico georgiano, primo ministro della Georgia dal 30 dicembre 2015 al 13 giugno 2018.
In precedenza è stato ministro dell'Economia e dello sviluppo sostenibile dal 25 ottobre 2012 al 1 settembre 2015, ministro degli Affari esteri dal 1 settembre 2015 al 30 dicembre 2015, e vice primo ministro dal 26 luglio 2013 al 30 dicembre 2015.

## Biografia
Nato a Tbilisi, Kvirikashvili ha svolto il servizio militare obbligatorio nell'esercito sovietico dal 1986 al 1988. Si è laureato presso l'Università Medica Statale di Tbilisi in Medicina Interna nel 1991 e poi presso l'Università Statale di Tbilisi in Economia nel 1995. Nel 1998, ha conseguito un master in finanza presso l'Università dell'Illinois. 

## Carriera
Kvirikashvili ha lavorato come dirigente per varie banche in Georgia dal 1993 al 1999 e come vice capo dell'ufficio fiscale e monetario presso la Cancelleria di Stato del Presidente della Georgia nel 1999. Lo stesso anno, Kvirikashvili si unì al partito di governo del presidente Eduard Shevardnadze, l'Unione dei cittadini della Georgia (UCG) e divenne membro del parlamento.
Nel 2000, con altri 9 parlamentari, Kvirikashvili si separò dal governo UCG e fondò un nuovo partito chiamato New Rights Party. Dopo che la Rivoluzione delle Rose travolse Mikheil Saakashvili alla presidenza della Georgia, Kvirikashvili tornò ai suoi affari. Dal 2006 al 2011 è stato Direttore generale di Cartu Bank, di proprietà del magnate multimiliardario Bidzina Ivanishvili. Con l'arrivo di Ivanishvili in politica e la vittoria della sua coalizione Georgian Dream sul Movimento Nazionale Unito di Saakashvili nelle elezioni parlamentari dell'ottobre 2012, Kvirikashvili è stato nominato Ministro dell'Economia e dello Sviluppo Sostenibile della Georgia nel gabinetto di Bidzina Ivanishvili nell'ottobre 2012. Ha inoltre assunto la carica di Vice Primo Ministro nel luglio 2013. Ha mantenuto entrambi questi ruoli nel successivo gabinetto di Irak'li Gharibashvili nel novembre 2013.